# Brea contraria
Brea contraria är en tvåvingeart som beskrevs av Walker 1859. Brea contraria ingår i släktet Brea och familjen bredmunsflugor. Inga underarter finns listade i Catalogue of Life.